# Louis Fan
Ne doit pas être confondu avec Louis Fan (acteur).
 (août 2023).
Si vous disposez d'ouvrages ou d'articles de référence ou si vous connaissez des sites web de qualité traitant du thème abordé ici, merci de compléter l'article en donnant les références utiles à sa vérifiabilité et en les liant à la section « Notes et références ».
Fan Shouyi (樊守義, 1682-1753)  alias Louis Fan est le premier Chinois qui s'est rendu en Europe et qui a rédigé un compte-rendu de voyage à son retour à destination de l'empereur. Il a voyagé entre 1708 et 1720.

## Biographie
Louis Fan est né le 13 juin 1682 à Pingyang dans le Shanxi. À la suite de sa rencontre avec un Piémontais, le missionnaire jésuite  Francesco Provana, il se convertit au catholicisme et prend Luigi comme nom de baptême.
En 1708, Fan accompagne Provana lorsque celui-ci est envoyé en ambassade par l'empereur Kangxi auprès du pape Clément XI. Il quitte Macao au mois de janvier à bord du Bom Jesus pour se rendre à Lisbonne où il arrive en septembre après avoir observé Batavia, Malacca et Bahia au Brésil. Peu après son arrivée, il rencontre le roi Jean V.
Il a ensuite admiré les jardins et les monuments des villes de Turin, Rome, Florence, Sienne, Gênes, Naples, Pise, Parme et Milan. Il a rencontré le pape en décembre 1709 puis appris le latin et la théologie. En 1717, il est ordonné prêtre. L'année suivante, le pape décide de renvoyer Provana et Fan en Chine. Ils partent donc le 19 mai 1719 de Lisbonne à bord du Francisco Xavier. Provana meurt pendant le voyage et Fan arrive tout seul à Macao. Il est reçu en audience à Pékin par l'empereur Kangxi le 11 octobre 1720. Devant servir d'interprète pendant les négociations avec la délégation russe de Léon Ismaïloff, ses connaissances du latin se révèlent insuffisantes pour cette tâche.
En Chine, il travaille avec zèle comme missionnaire, en particulier en Mandchourie et dans le Liaodong. Il meurt à Pékin le 28 février 1753 à l'âge de 70 ans.